# GW151226
GW151226 – zdarzenie astronomiczne zarejestrowane przez obserwatorium LIGO. Jest to drugie potwierdzone zaobserwowanie zmarszczek czasoprzestrzeni powodowanych przez fale grawitacyjne. Jest ono kolejnym dowodem na istnienie fal grawitacyjnych, jak również potwierdzeniem teorii o łączeniu się czarnych dziur.

## Misja LIGO

Schemat budowy jednego z dwóch identycznych detektorów LIGO, które działają w harmonii jako jedno obserwatorium

Podstawowym celem LIGO jest zaobserwowanie i próba lokalizacji źródeł fal grawitacyjnych, które powodują zmarszczki czasoprzestrzeni, przewidziane przez Alberta Einsteina w ogólnej teorii względności. Według teorii (obecnie potwierdzonej przez obserwacje LIGO), czym większa masa i szybszy ruch, tym zaburzenia przestrzeni większe oraz łatwiejsze do obserwacji przez naziemne detektory typu LIGO. Badanie Wszechświata przy pomocy detektorów fal grawitacyjnych to nowa dziedzina badań astronomicznych oraz uzupełnienie obserwacji prowadzonych poprzez obserwacje promieniowania elektromagnetycznego (w całym zakresie) oraz detektory neutrin. Przez rejestrowanie fal grawitacyjnych możliwa jest obserwacja największych kosmicznych zjawisk: fuzji par gwiazd neutronowych, czarnych dziur lub wybuchów supernowych.

## Odkrycie

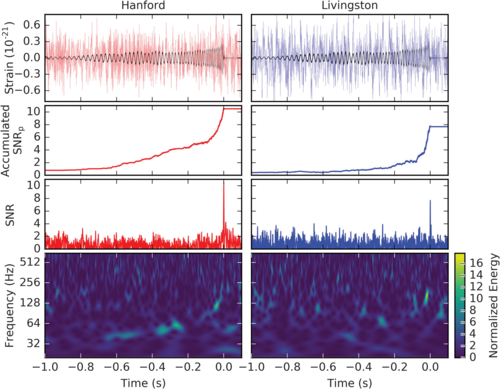
Pomiary systemu LIGO wykonane przez instrumenty w Hanford (po lewej) i Livingston (po prawej)

15 czerwca 2016 roku opublikowano odkrycie fal grawitacyjnych o nazwie GW151226. Detekcji dokonano 26 grudnia 2015 roku o godzinie 03:38:53 UTC przez dwa detektory Laserowego Obserwatorium Interferometrycznego Fal Grawitacyjnych – LIGO (Laser Interferometer Gravitational Wave Observatory), znajdujące się w Livingston (w stanie Luizjana) i Hanford (w stanie Waszyngton). Fale grawitacyjne powstały podczas fuzji dwóch czarnych dziur o masach około 14,2 i 7,5 mas Słońca. Do połączenia doszło ok. 1,4 mld lat temu. W wyniku połączenia powstał obiekt o masie około 20,8 mas Słońca, pozostała część masy (około 1 {\displaystyle M_{\odot }}) została zamieniona w energię fal grawitacyjnych.

## Polski wkład
Wkład do badań nad wykryciem fal grawitacyjnych wnieśli polscy naukowcy pracujący w grupie POLGRAW, będącej członkiem projektu Virgo. Między nimi było troje naukowców z Obserwatorium Astronomicznego UW: dr Izabela Kowalska zajmowała się analizą danych w ramach grupy poszukującej sygnałów z układów podwójnych obiektów zwartych, prof. Tomasz Bulik i prof. Krzysztof Belczyński zajmowali się badaniem astrofizycznych źródeł fal grawitacyjnych.